# Horst Hamann (Fotograf)

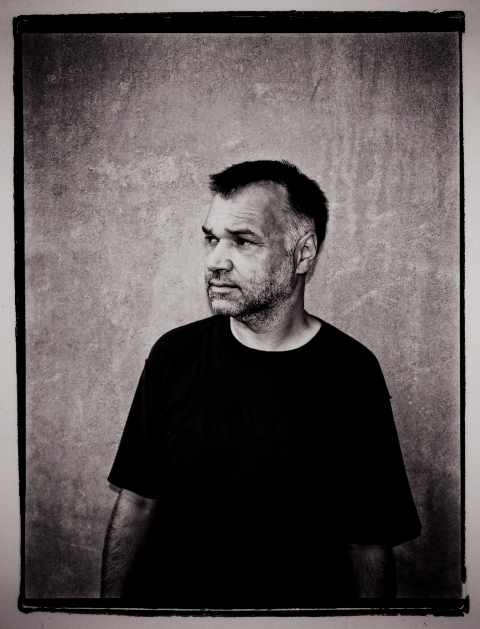
Selbstporträt

Horst Hamann (* 27. April 1958 in Mannheim) ist ein deutscher Fotograf.

## Leben
Hamann ist ohne Vater groß geworden und wurde von seiner Mutter Maria (1931–2014) erzogen. Er hat zwei Brüder, wuchs in Mannheim-Lindenhof und Mannheim-Niederfeld auf und besuchte das Johann-Sebastian-Bach-Gymnasium in Neckarau Er spielte Fußball beim MFC 08 Lindenhof und beim FV Weinheim. Gemeinsam mit Fritz Walter spielte er als 20-Jähriger mit Weinheim in der Oberliga Baden-Württemberg (dritthöchste Liga) entschied sich dann aber für die Fotografie.
Anfang der 1970er Jahre machte Hamann erste Erfahrungen mit Fotografie und Super-8-Film. Nach dem Abitur 1979 unternahm er eine Fotoreise durch 40 Bundesstaaten der USA. Bald folgten weitere Aufenthalte in den Vereinigten Staaten und 1989 emigrierte er in die USA. Er heiratete 1994 die Schauspielerin Marie Préaud, mit der er zwei Söhne, Mateo und Paolo, hat und lebte in Maine und New York. Seit 2009 lebt er in Frankfurt am Main.
2022 eröffnete er auf Turley in Mannheim die Gallery NY.

## Werk
Hamann fotografiert vorwiegend mit einer Linhof Technorama, einer Panoramakamera und einem Objektiv von Schneider-Kreuznach.  Für internationale Furore sorgte seine Idee, die Panorama-Kamera vom Format 6x17 senkrecht zu stellen. Sein zusammen mit dem Mannheimer Verleger Bernhard Wipfler gemachtes Buch New York Vertical, das zwischen 1991 und 1996 entstand, zeigt völlig neue Aspekte der bereits vielfach fotografierten Stadt. In der Folge entstanden weitere vertikale Städteporträts. Als erster lebender deutscher Fotograf erhielt er 1998–99 eine sechsmonatige Einzelausstellung im Museum of the City of New York.

## Ausstellungen (Auswahl)
- Cars and Stripes, 1981, Krefeld
- Augenscheinliches aus den USA, 1982, Ludwigshafen
- Bilder einer Ausstellung, 1984, Wien
- Konfrontationen, 1986, Budapest
- Zeitraum, 1989, Mannheim
- New York Vertical, 1999, New York
- Horst Hamann, 1999, Galerie Kasten, Mannheim
- Neue Wege in der Industriefotografie, 1999, Ludwigshafen
- Verticals, 2000, New York
- Horst Hamann: New York, 2002, London
- Horst Hamann, Galerie Kasten, Mannheim
- Horst Hamann, art Chicago, 2003, Galerie Kasten, Mannheim
- New York Vertical, 2004, Moskau
- New York Vertical, 2004, Seoul
- Horst Hamann: New York 3:1, 2005, Kunsthalle Mannheim
- Horst Hamann und Marie Preaud, 2005, Galerie Kasten, Mannheim
- Seh-Fahrten, 2005, Berlin
- „stay vertical“, 2006, Galerie Kasten, Mannheim
- „abseits“, 2010, Galerie Kasten, Mannheim
- „abseits“, 2011, Museum Bensheim, Bensheim
- Horst Hamann: MYTHOS, 2011, artlabheidelberg, Alte Tabakfabrik P. J. Landfried, Heidelberg
- America, Ausstellungshalle, Schulstrasse 1a, Frankfurt am Main und Braubach-five, Frankfurt am Main.

## Fotobücher (Auswahl)
- Mannheim – Einblicke in eine Stadt, Mannheim 1986, ISBN 3-87804-170-5.
- Zeitraum Gleichzeitig – Gleichgültig?, Mannheim 1988, ISBN 3-923003-41-2.
- Jochen Sendler, Porträt eines Bildhauers, München 1991.
- Absolut Manhattan, New York 1992.
- Look, New York 1994.
- New York, München 1995.
- New York Vertical, Mannheim 1996, ISBN 3-923003-99-4.
- Faces of a Company, Mannheim 1999.
- Horst Hamann New York, Mannheim 2001.
- Vertical View, Mannheim 2001.
- BOOX Vol. 1 World Trade Center, Portland 2002.
- Panorama Deutsche Bahn, Mannheim 2003, ISBN 3-89823-182-8.
- One Night on Broadway, München 2004, ISBN 3-8296-0127-1.
- Paris Vertical, Mannheim 2005, ISBN 3-8327-9030-6.
- Vertical New Yorkers, Mannheim 2005, ISBN 978-3-8327-9159-9.
- Mannheim Vertical, Mannheim 2007, ISBN 978-3-89823-329-3.
- New York Panorama, Mannheim 2007, ISBN 978-3-89823-342-2.
- Downtown, Edition Panorama, Mannheim 2009, ISBN 978-3-89823-414-6.
- America. Edition Panorama, Mannheim 2012, ISBN 978-3-89823-455-9.
- Absolute New York. Edition Panorama, Mannheim 2014, ISBN 978-3-89823-481-8.
- MANY, Sparkasse Rhein Neckar Nord, Mannheim 2018, ISBN 978-3-00-060419-5.
- Der Waldhof – Ein fotografisches Porträt, Mannheim 2019.
- Kaiserdom zu Speyer: Vertical Photos, Pilgerverlag Speyer 2024, ISBN 978-3-946777-34-2.

## Auszeichnungen (Auswahl)
- 1995 Photo Design Award, Look
- 1996 Kodak Photo Book Award, New York Vertical
- 1997 Ehrenmedaille der “City of New York”
- 1997 European Architectural Photography Award, New York Vertical
- 1998 Photo Design Gold Award, New York Vertical
- 1999 Photo Design Gold Award, Americana
- 1999 Communication Arts Award, Americana
- 2000 Photo Design Gold Award, Paris Vertical
- 2000 Photo Design Award, Faces of a Company
- 2004 red dot design award, New York Vertical
- 2005 red dot design award, Vertical New Yorkers